# Robbins Island (Antarktika)
Robbins Island ist eine Insel im südwestlichen Teil der Joubin-Inseln im westantarktischen Palmer-Archipel. Sie liegt vor der Südwestküste der Anvers-Insel.
Das Advisory Committee on Antarctic Names benannte sie 1975 nach Stephen H. Robbins Jr., Able Seaman auf der RV Hero der National Science Foundation auf ihrer Antarktisfahrt zur Palmer-Station im Jahr 1968.